# Celama nigrifascia
Celama nigrifascia är en fjärilsart som beskrevs av George Francis Hampson 1891. Celama nigrifascia ingår i släktet Celama och familjen trågspinnare. Inga underarter finns listade i Catalogue of Life.